# Historias impúdicas
Historias Impúdicas es un paquete de 11 cortometrajes eróticos del realizador Bigas Luna, realizados en 1977, que se rodaron en 16 milímetros para formatearlos posteriormente para su venta en super 8mm, y comercializarlos por correos a contra reembolso, a través de una productora creada al efecto, cuya marca era Cine Promo, y cuyos productores fueron el mismo Bigas Luna, Pep Cuxart y Fernando Amat.
Según Bigas Luna, esta fue una escuela de práctica intensiva, puesto que se rodó, montó y sonorizó a razón de un corto cada mes, y fue un ejercicio muy válido para el posterior rodaje de su ópera prima: Bilbao, en cuya película se insertaron algunas secuencias de los mencionados cortos.